# Golem (film)
Golem je československý hororový film z roku 1936 režírovaný Julienem Duvivierem ve francouzském jazyce.

## Děj
V ghettu v Praze jsou chudí Židé utlačováni císařem Svaté říše římské Rudolfem II. (Harry Baur), což mezi nimi vede k úvahám o probuzení Golema, který je uchováván na půdě rabína Jacoba (Charles Dorat). Během potravinových nepokojů je Rudolfova milenka, hraběnka Strada (Germaine Aussey), zachráněna zamilovaným De Trignacem (Roger Cuchesne), který je při tom zraněn. De Trignac je odveden do domu rabína Jacoba jeho manželkou Rachel (Jany Holt). Když se Rudolf zasnoubí se svou sestřenicí Isabelou Španělskou, Stradu to rozhněvá. Svede proto De Trignaca a přiměje ho, aby ukradl Golema z Jacobovy půdy.
Friedrich (Gaston Jacquest), prefekt policie, informuje Rudolfa o zmizení Golema. Rabín Jacob je předveden do paláce a Rudolf mu pohrozí, že pokud se zjistí, že jsou do zmizení Golema zapleteni Židé, budou pověšeni. Rachel hledá De Trignaca, aby pomohl Jacobovi utéct z hradu. De Trignac nabídne za Jacobovo propuštění meč, o kterém tvrdí, že patřil Karlu Velikému. Po odchodu Jacoba a De Trignaca se Rudolf prochází svým palácem, kde narazí na Golema. Po neúspěšném pokusu o zdvořilé gesto Golema napadne mečem a nechá ho připoutat řetězy ke zdi žaláře. Poté Rudolf nařídí uvěznění a popravu všech židovských vůdců, včetně Jacoba.
Rachel, která se dříve od Jacoba dozvěděla, že když zařve zvíře, Golem se probudí, přiměje lvy v blízkosti Golemovy cely, aby zařvali. Na čelo Golema vyryje hebrejské slovo „emet“, což znamená „pravda“, čímž Golema oživí.
Golem přetrhne řetězy a spolu s vypuštěnými lvy způsobí v paláci paniku. Kancléř Lang, Friedrich a mnoho dalších Rudolfových rádců jsou Golemem napadeni a zabiti, zatímco Rudolf z paláce uprchne. Jacob smaže první písmeno hebrejského nápisu na Golemově čele (který nyní tvoří slovo „met“, tedy „mrtvý“), čímž způsobí Golemovo rozpadnutí právě ve chvíli, kdy do Prahy dorazí Rudolfův laskavý bratr Matyáš.

## Produkce
Původní scénář napsali Jiří Voskovec a Jan Werich na základě své divadelní hry Golem. Duvivier jejich scénář odmítl a napsal vlastní, přičemž některé části z původního ponechal – kvůli tomu ho Voskovec a Werich úspěšně žalovali. Film byl natáčen ve studiích Barrandov v Praze.

## Obsazení
- Harry Baur – císař Rudolf II.
- Roger Karl – kancléř Lang
- Ferdinand Hart – Golem
- Charles Dorat – rabín Jacob
- Germaine Aussey – hraběnka Catherine Strada
- Jany Holt – Rachel
- Truda Grosslichtová – paní Benoitová
- Roger Duchesne – Trignac
- Gaston Jacquet – Friedrich
- Raymond Aimos – Toussaint
- Stanislav Neumann – Daniel
- Karel Schleichert – alchymista

## Uvedení filmu
Francouzská premiéra proběhla v kině Le Paris na Champs-Élysées v Paříži. Film je volným pokračováním němého filmu Paula Wegenera Golem, zrození z roku 1920. V Británii měl premiéru v roce 1937, avšak s upravenou délkou na 83 minut. Následující rok byl znovu uveden pod názvem The Legend of Prague s délkou zkrácenou na 70 minut. Koncem 40. let vydala společnost Sterling Films v USA domácí verzi na 8mm a 16mm filmech pod názvem The Man of Stone. Tato desetiminutová zkrácená verze byla pravděpodobně prvním „hororovým“ filmem určeným pro domácí promítání, a to více než deset let předtím, než se objevily horory od Castle Films.

## Přijetí
Graham Greene napsal v roce 1937 do časopisu The Spectator mírně pozitivní recenzi. Uvedl, že přijetí „nejfantastičtějších situací“ propůjčuje filmu „zvláštní, téměř surrealistickou“ kvalitu. Zároveň vyzdvihl výkon Harryho Baura v roli císaře jako „jeden z jeho nejbrilantnějších“, a závěrem dodal, že film je „docela hodný zhlédnutí jako jakýsi přežitek – semitský přežitek – starého romantického kaligariovského kina“.